# Tommy Arkesden
Thomas Arthur Arkesden (tháng 7 năm 1878 – 25 tháng 6 năm 1951), hay Tom Arkesden, là một cầu thủ bóng đá người Anh thi đấu ở vị trí tiền đạo. Sinh ra ở Warwick, Arkesden thi đấu cho Burton Wanderers, Derby County, và Burton United, trước khi gia nhập Manchester United với mức giá £150 vào ngày 2 tháng 2 năm 1903. Năm 1907, ông được chuyển đến Gainsborough Trinity. Trong 79 trận cho Manchester United, ông ghi được 33 bàn thắng.